# 王應熊
王應熊（1589年—1646年），字非熊，號春石，四川巴县（今重庆市巴南区）人，明朝政治人物，進士出身。

## 生平
萬曆四十一年（1613年）登癸丑科進士，萬曆四十六年（1618年）除補翰林院检讨。次年，任会试同考官。歷官翰林院修撰、司经局洗马、左春坊左庶子、詹事府少詹事、詹事。天啟六年十一月二十三（1627年1月10日）丁憂歸里。崇祯三年（1630年）拜礼部右侍郎，敢於任事，為人剛狠，屢被彈劾。崇祯五年（1632年）进左侍郎。六年冬，廷推閣臣，特旨擢禮部尚書兼東閣大學士，由于未经廷推，被给事中章正宸、范淑泰、御史吴履中等人所攻击，王應熊无奈，只好請辞。
王应熊归里后，其弟应熙仗势横于乡里，与同邑乡绅前侍郎倪斯蕙子倪天和互相争斗，天和被告发入狱，倪家失败毁家。乡人赴京击登闻鼓，起讼应熙居乡不法，凡四百八十事，词连应熊。诏下抚按勘究。崇祯十五年冬，应熊被召入京，事情得解。次年六月赴京，因被首辅陳演所排挤，宿朝房四十日後即被允许归乡。
南明弘光帝時，任王为兵部尚书兼文渊阁大学士，总督川、湘、云、贵军务，應對张献忠。不久南明灭亡，部下各据州县，拥兵自雄，应熊不能制。张献忠死後，孙可望、李定国等南走重庆，部将曾英战死。可望袭破遵义，应熊欲遁入永宁山，隆武二年（1646年）至贵州畢節衛仁怀县土城病逝。獨子王陽禧，死於兵，竟無後。

## 著作
著有《春石集》等卷。

## 軼事
萬曆四十年（1612）壬子科四川鄉試，周士麒榜上有名，但卷子的主人其實是王應熊，因為卷首的個人資料太模糊了，因此造成誤填。王應熊倒是很有雅量，認為人為不慎造成失誤，真的是天意，周既然已列榜登錄，再等三年又有什麼關係呢？但經過御史檢舉過後，榜單被修正。次年聯捷癸丑科進士，後進了內閣。

## 評價
王應熊與溫體仁、吳宗達等人被譏爲：“內閣翻成妓館，烏龜、王八、篾片，總是遭瘟。”

## 備註
1. ↑  烏龜指的是溫體仁的籍貫，溫體仁為烏程籍，歸安人。
2. ↑  王八指的是王應熊的籍貫，王應熊為巴縣人。
3. ↑  一名忽板，為妓院供嫖客勃起之物，通常遞給嫖客篾片的人，不是跟班就是小廝，到後來這些人也被統稱為篾片。意指嘲笑吳宗達毫無主見，只會一味的附和溫體仁、王應熊兩人的吩咐辦事，與在妓院裡遞蔑片的那些跟班、小廝無異。
4. ↑  瘟意指溫體仁。

## 延伸阅读
[在维基数据编辑]
 《明史卷二百五十三》，出自《明史》